# Crni Vrh, Pljevlja
Crni Vrh este un sat din comuna Pljevlja, Muntenegru. Conform datelor de la recensământul din 2003, localitatea are 86 de locuitori (la recensământul din 1991 erau 103 locuitori).

## Demografie
În satul Crni Vrh locuiesc 79 de persoane adulte, iar vârsta medie a populației este de 51,9 de ani (47,7 la bărbați și 55,7 la femei). În localitate sunt 38 de gospodării, iar numărul mediu de membri în gospodărie este de 2,26.
Această localitate este populată majoritar de sârbi (conform recensământului din 2003).
|  |

| Demografie | Demografie | Demografie |
| An         | Locuitori  | Locuitori  |
| ---------- | ---------- | ---------- |
|            |            |            |
|            |            |            |
|            |            |            |
|            |            |            |
| 1948       | 269        |            |
| 1953       | 300        |            |
| 1961       | 289        |            |
| 1971       | 214        |            |
| 1981       | 167        |            |
| 1991       | 103        | 103        |
| 2003       | 91         | 86         |

| \| Componența etnică conform recensământului din 2003[2] \| Componența etnică conform recensământului din 2003[2] \| Componența etnică conform recensământului din 2003[2] \| Componența etnică conform recensământului din 2003[2] \| Componența etnică conform recensământului din 2003[2] \| \| ----------------------------------------------------- \| ----------------------------------------------------- \| ----------------------------------------------------- \| ----------------------------------------------------- \| ----------------------------------------------------- \| \| \| \| \| \| \| \| Sârbi \| Sârbi \| \| 70 \| 81,39% \| \| Muntenegreni \| Muntenegreni \| \| 10 \| 11,62% \| \| necunoscută \| necunoscută \| \| 0 \| 0% \| |              |  |    |        |
| Componența etnică conform recensământului din 2003 |              |  |    |        |
| |              |  |    |        |
| Sârbi | Sârbi        |  | 70 | 81,39% |
| Muntenegreni | Muntenegreni |  | 10 | 11,62% |
| necunoscută | necunoscută  |  | 0  | 0%     |